# جيري وليامز (ممثل)
جيري وليامز (بالسويدية: Jerry Williams)‏ هو مغني وممثل سويدي، ولد في 15 أبريل 1942 في السويد، وتوفي بنفس المكان في 25 مارس 2018 بسبب سرطان.

## وصلات خارجية
- جيري وليامز على موقع IMDb (الإنجليزية)
- جيري وليامز على موقع ميوزك برينز (الإنجليزية)
- جيري وليامز على موقع ديسكوغز (الإنجليزية)
- جيري وليامز على موقع قاعدة بيانات الفيلم (الإنجليزية)